# 안토니오 올모
안토니오 올모 라미레스(스페인어: Antonio Olmo Ramírez, 1954년 1월 18일, 카탈루냐 주 사바델 ~)는 스페인의 전직 축구 수비수이자 감독이다.

## 클럽 경력
올모는 카탈루냐 주 바르셀로나 도 사바델 출신이다. 아마추어 무대의 칼레야로 임대된 시기를 제외하고 그는 현역 시절 전부를 바르셀로나에서 보냈는데, 처음 2년은 세군다 디비시온의 2군 선수로서 보냈다. 그의 첫 라 리가 경기는 1976년 9월 5일, 안방에서 4-0으로 이긴 라스 팔마스와의 경기로, 그 시즌을 기점으로 5년 동안 주축 선수로 활약했는데, 미겔리와 함께 중앙 수비를 맡았다.
파랑 클라르 군단(Blaugrana) 소속으로 활약하면서, 올모는 7번의 주요 대회에서 우승했는데, 코파 델 레이를 3번, 유러피언 컵 위너스 컵을 2번 우승하였고, 후자의 대회에서는 16경기에 출전해 1골을 기록하여 우승에 일조했다. 1984년 6월, 불과 30세였던 그는 돌연 은퇴를 했다.
감독으로서, 올모는 두 구단에서 활약했는데, 한 곳은 바르셀로나였고, 다른 한 곳은 고향의 승격과 강등이 잦은 사바델이었다. 1991-92 시즌, 후자 구단 소속으로 그는 처음이자 마지막으로 프로 무대에서 지휘봉을 잡았는데, 9위의 성적을 기록한 구단의 감독을 맡은 세 감독들 중 하나였다.

## 국가대표팀 경력
올모는 스페인 국가대표팀 경기에 3년 동안 13번 출전했는데, 첫 국가대표팀 경기는 1977년 2월 9일에 1-0으로 이긴 아일랜드와의 친선 원정 경기였다. 그는 1978년 FIFA 월드컵에 참가할 선수단에 이름을 올리고 0-0으로 비긴 브라질전과 1-0으로 이긴 스웨덴전에 출전했지만, 스페인의 1차 조별 리그 탈락을 막지는 못했다.
올모는 1976년 하계 올림픽과 UEFA 유로 1980에서도 자국을 대표로 출전했다.

## 사생활
올모의 아들 아이토르도 축구 선수로, 현역 시절에 수비수로 활약했다. 그가 활약한 최상위 무대는 세군다 디비시온 B였는데, 주로 마타로 소속이었다.

## 수상
바르셀로나
- 코파 델 레이: 1977–78, 1980–81, 1982–83
- 수페르코파 데 에스파냐: 1983
- 코파 데 라 리가: 1983
- 유러피언 컵 위너스 컵: 1978–79, 1981–82